# 43956 Elidoro
43956 Elidoro è un asteroide della fascia principale. Scoperto nel 1997, presenta un'orbita caratterizzata da un semiasse maggiore pari a 2,3939174 au e da un'eccentricità di 0,1113980, inclinata di 2,61466° rispetto all'eclittica.
L'asteroide è dedicato all'insegnante italiano Claudio Elidoro, laureato in astronomia e autore di articoli divulgativi.